# ユリウス・スクリバ

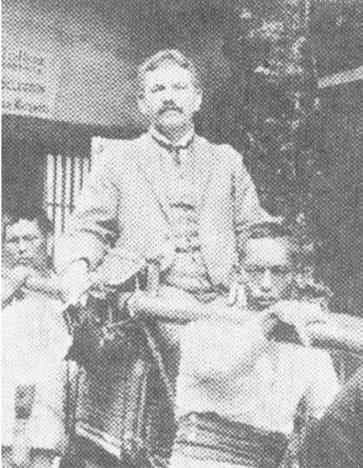
ユリウス・スクリバ

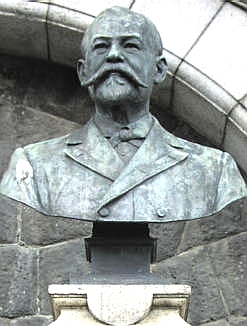
東京大学のスクリバの胸像

ユリウス・カール・スクリバ（ドイツ語: Julius Karl Scriba, 1848年6月5日 - 1905年1月3日）は、ドイツの外科医。明治期のお雇い外国人で日本における西洋医学の発展に重要な貢献をした。

## 経歴
1848年、ダルムシュタットで生まれた。医学、薬学を学んだ。1871年の普仏戦争で軍務についたため、戦争が終わった3年後にハイデルベルク大学を卒業し、フライベルクで開業した。有名な外科医、ヴィンツェンツ・チェルニー（de:Vincenz Czerny）のもとに弟子入りして、1879年からフライブルク大学の講師を務めた。アマチュア植物学者としても評価を受け、ヘッセン大公国の花に関する著書も出版した。
1870年代はじめ日本の明治政府はヨーロッパで最も進んでいると考えたドイツ医学界から、医学教育を革新するために医師の派遣を要請し、レオポルト・ミュルレル、テオドール・ホフマンらが招かれ、内科のエルヴィン・フォン・ベルツとユリウス・スクリバはその次の世代として日本の医学教育に貢献した。1881年7月6日から東京大学で外科、皮膚科、眼科、婦人科を教えた。契約の満了によりドイツに一度戻るが、契約は1889年9月2日から1901年9月10日までに延長されたため再来日する。1892年に日本における頭蓋陥没骨折治療のために頭蓋骨切除の手術を行った。在任中は後に日本の外科学をリードする外科医を育成し、助手の三宅速などが著名である。
ドイツ大使館の医師を務め、1901年に退職した後は聖路加病院の外科主任を務めた。日本外科学会の名誉会員、東京大学の名誉教授となった。1905年、神奈川県鎌倉市で肺膿瘍で死亡した。

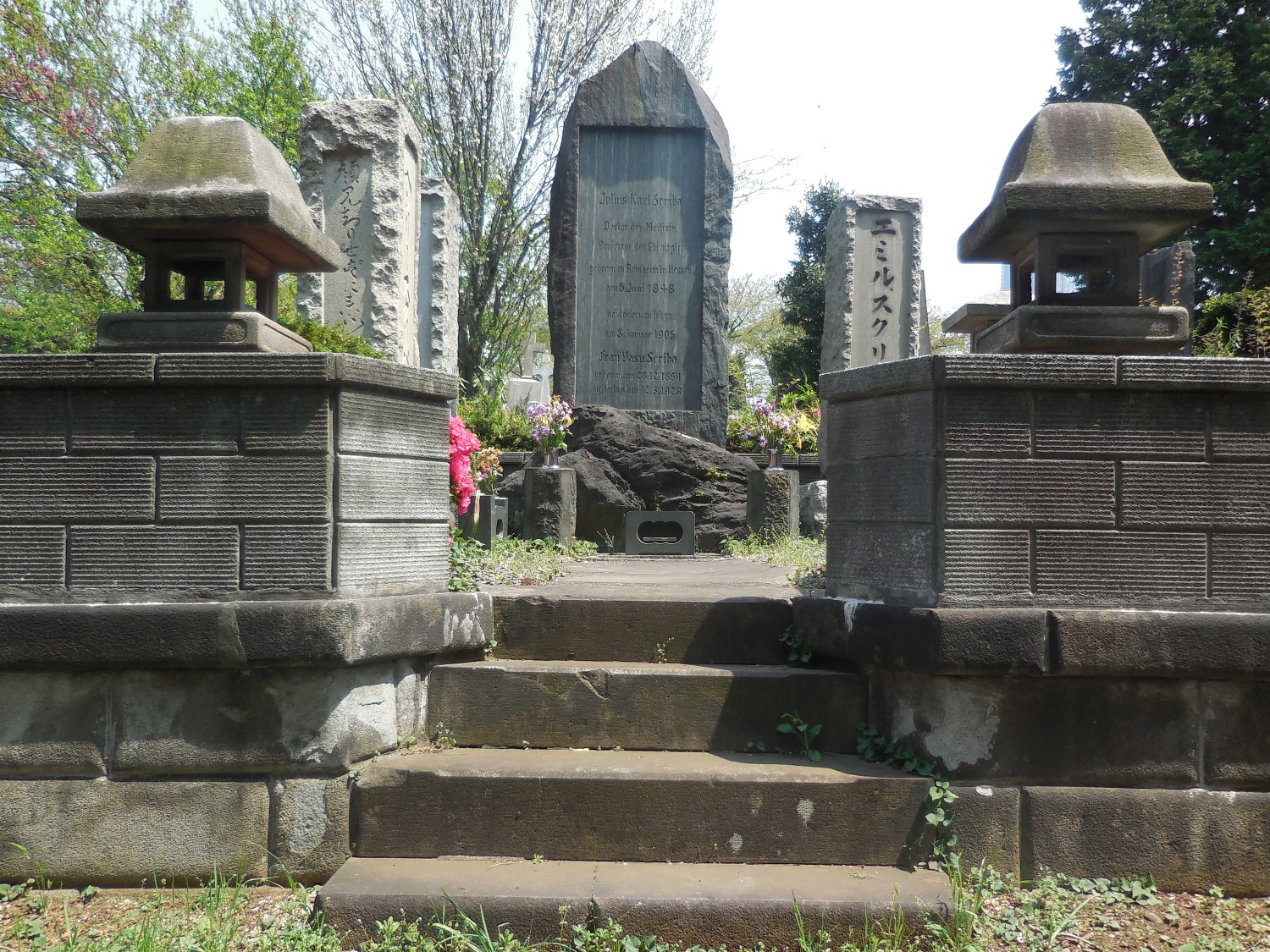
スクリバ家の墓。青山墓地

## 業績・関連事項
下関で、下関条約締結のために来日していた清国の李鴻章負傷事件、ロシア帝国の皇太子ニコライが負傷した大津事件などで、日本政府の要請により現地に出張した。

## 家族・親族
- 妻は康子といいドイツ国籍、長男フィリップ（1891年生）、二男エミール（1892年生）、三男ヘンリー（1897年生）を儲けた[1]。
- 長男は13歳でドイツへ渡り、当地の大学で応用化学を専攻した。
- 二男はドイツの陸軍士官で青島戦に参加したため日本軍の捕虜となり、長い間習志野で俘虜生活を続けた[1]。
- 三男は暁星中学から慶応義塾の理財科に進学した[1]。一家は平河町に990年の永代貸借権を持つ約1000坪の土地を持ち、そこで暮らした[1]。青山墓地に墓所がある。

## 著書
- Flora der Blüthen- und höheren Sporen-Pflanzen des Grossherzogthums Hessen. Darmstadt 1873
- Untersuchungen über die Fettembolie. Leipzig 1879 (Habilitationsschrift)
- Excursions-Flora der Blüthen- und höheren Sporenpflanzen, mit besonderer Berücksichtigung des Grossherzogtums Hessen und der angrenzenden Gebiete. Giessen 1888